# Realeza budista
A realeza budista refere-se às crenças e práticas em relação aos reis e rainhas nas sociedades budistas tradicionais, conforme informado pelos ensinamentos budistas. Isso é expresso e desenvolvido na literatura pāli e sânscrita, inicial, posterior, bem como vernacular, e evidenciado em achados epigráficos. Formas de realeza que poderiam ser descritas como realeza budista existiam pelo menos desde o tempo do imperador Açoca (em páli:  Asoka). Conceitos importantes que foram usados em relação à realeza budista são mérito (em sânscrito:  puṇya; em páli:  puñña), pāramī (em sânscrito:  pāramitā; em tailandês:  บารมี), 'pessoa de mérito' (em tailandês:  ผู้มีบุญ) 'monarca que gira a roda' (em páli:  Cakkavatti; em sânscrito:  Cakravartin), e Bodisatva (em sânscrito:  Bodhisattva). Muitas dessas crenças e práticas continuam a inspirar e informar a realeza atual nos países budistas contemporâneos. Desde os anos 2000, os estudos também começaram a se concentrar no papel das rainhas budistas na história asiática.

## Origens
Em uma sociedade budista tradicional como a Tailândia, o papel do rei na sociedade e a posição na hierarquia eram definidos pela cosmografia budista, que considerava o papel e a posição de alguém o resultado do carma acumulado ao longo de muitas vidas. No Tipiṭaka (em sânscrito:  Tripitaka; escrituras budistas), as ideias sobre boa governança são enquadradas em termos do ideal do Cakkavati, o rei que governa com justiça e não-violência de acordo com o Dharma. Seus papéis e deveres são discutidos extensivamente, especialmente no Mahasudassana Sutta e no Cakkavatti-sihanada Sutta. O Cakkavatti deve ser um exemplo moral para o povo e possuir bastante mérito espiritual e sabedoria. É por meio disso que ele ganha sua soberania, em vez de apenas herdá-la. Além disso, ele é descrito como afetando significativamente a moral da sociedade.
Além do Tipitaka, crônicas páli, como o Mahāvaṃsa e o Jinakālamālī, contribuíram para as ideias da realeza budista. Além disso, o próprio Buda nasceu como um príncipe e também foi um rei (Vessantara) em uma vida anterior. E também, o imperador Açoca é apresentado nas obras páli posteriores como um importante patrono apoiando a Sangha. Nas crônicas tradicionais, muitos dos reis mencionados em obras páli posteriores foram considerados parte da mesma dinastia. Esta dinastia de reis meritórios se estendeu até o início do éon atual (em páli:  kappa; em sânscrito:  kalpa), e nas obras vernaculares em páli e nas tradições pré-modernas, os reis das sociedades budistas estavam ligados à mesma dinastia, através de "laços de encarnação" (Jory). Os reis nas sociedades budistas se identificavam com os reis tradicionais nos textos budistas, e essa identificação era expressa por meio de discursos e rituais.

## Realeza e criação de mérito
No sul e sudeste da Ásia, a realeza e a criação de mérito andavam juntas. A criação de mérito não era apenas uma prática para a massa, mas também era praticada por reis e rainhas. Em obras vernáculas em páli, são dados exemplos de realeza realizando atos meritórios, às vezes como uma forma de arrependimento por delitos cometidos anteriormente. Por causa dessas tradições, os reis tiveram um papel importante na manutenção da Sangha e realizaram grandes atos de mérito publicamente, como é testemunhado por evidências epigráficas do sul e sudeste da Ásia. No Sri Lanka, a partir do século X EC, os reis assumiram o papel de protetores leigos da Sangha, bem como os reis tailandeses, durante os períodos de Sucotai e Aiutaia (séculos XIV a XVIII). De fato, vários reis no Sri Lanka, Tailândia e Birmânia se descreveram como Bodhisattas, pois epítetos e linguagem real foram estabelecidos de acordo. Na Tailândia, o rei era considerado um Phu Mi Bun ( em tailandês:  ผู้มีบุญ; literalmente, 'uma pessoa que tem mérito'), que possuía o maior mérito de todas as pessoas no reino e cuja felicidade estava ligada à do reino. A partir da década de 1960, essa crença ainda era comum entre os agricultores tailandeses em relação ao rei Bhumibol. Em suma, a realeza nas sociedades budistas tradicionais estava ligada à Sangha como um campo de mérito: o rei desempenhava um papel exemplar como doador da Sangha, e a Sangha legitimava o rei como líder do estado. A monarquia facilitou a Sangha e foi necessária para legitimar e fortalecer seu direito de governar. Em tempos de fome ou outras dificuldades, acreditava-se tradicionalmente que o rei estava falhando, e o rei normalmente realizava atividades meritórias em grande escala. Desta forma, o rei seria capaz de melhorar as condições do reino, através de seu "carma de transbordamento".
Um papel semelhante foi desempenhado por rainhas. Além do papel de uma pessoa meritória ser semelhante ao dos reis, os reis e rainhas budistas também tinham papeis simbióticos mutuamente dependentes. A rainha era considerada subserviente como uma boa esposa do rei, mas o rei também dependia da sabedoria e da realização espiritual da rainha.

## Vessantara Jataka
Nos últimos sete séculos na Tailândia, a Vessantara Jātaka desempenhou um papel significativo na legitimação da realeza na Tailândia, através de um festival anual conhecido como 'Pregação da Grande Vida' ( em tailandês:  เทศน์มหาชาติ). A criação de méritos e pāramīs foram muito enfatizados neste festival, através da história sobre a generosidade do Príncipe Vessantara. Inicialmente, o festival foi uma forma importante para a dinastia Chakri se legitimar, pois Vessantara era o príncipe modelo que se tornou rei pelo poder de seus méritos e sacrifícios. Durante o período de reforma de Rama IV, no entanto, como o budismo tailandês estava sendo modernizado, o festival foi descartado por não refletir o verdadeiro budismo. Sua popularidade diminuiu muito desde então. No entanto, o uso do mérito pela monarquia e governo tailandês para solidificar sua posição e criar unidade na sociedade continuou até o século XXI.

## Reinado e ordenação
O papel de alguns reis como budistas exemplares foi exemplificado por sua ordenação antes de serem entronizados. Um exemplo bem conhecido disso foi o rei tailandês Mongkut, que se ordenou por vinte e sete anos antes de se tornar rei. O rei Mongkut enfatizou uma abordagem racional do budismo, que poderia ser reconciliada com a ciência. Essa abordagem o ajudou a legitimar sua posição como rei. Parte da coroação do monarca tailandês inclui o rei indo para a capela real (o Wat Phra Kaew) para jurar ser um "Defensor da Fé" na frente de um capítulo de monges, incluindo o Supremo Patriarca da Tailândia.

## Como tema de conversa
O budismo desencoraja conversas sobre reis e ministros de estado.